# Julie Pietri à l'Olympia
Julie Pietri à l'Olympia est un DVD issu des concerts de la chanteuse à l'Olympia en décembre 1987 et sorti en janvier 2006 chez FGL Productions (label Anthology's). Il existe également sur la forme d'un album live, sorti en 2007.
Sur scène, Julie Pietri interprète les succès de ses débuts et les chansons marquantes de l'album Le premier jour. Elle reprend également Non, je ne regrette rien d'Édith Piaf et La vie ne m'apprend rien de Daniel Balavoine. En première partie de spectacle, Julie Pietri convia Eric Morena, Serge Guirao et Patricia Kaas qui faisait alors ses débuts.

## Titres
1. Intro (Nouvelle vie)
Jean-Michel Bériat / Vincent-Marie Bouvot
2. Le premier jour
Sogann - Julie Pietri / Vincent-Marie Bouvot
3. Je veux croire [2]
Claude Carrère - J. Schmitt / Duiser - Elias - Soler
4. Magdalena [3]
Jean-Marie Moreau / Juan Carlos Calderón
5. Immortelle
P. Amar / Vincent-Marie Bouvot
6. L'homme qui aimait les femmes
Julie Pietri - Jean-Michel Bériat / Vincent-Marie Bouvot
7. Non, je ne regrette rien
Michel Vaucaire / Charles Dumont
8. Amoureux fous
Vline Buggy / Julien Lepers
9. À force de toi [4]
Jean-Michel Bériat - Julie Pietri / Jim Diamond - G. Lyle
10. Et c'est comme si [5]
Julie Pietri / Ray Davies
11. Tora Tora Tora [6]
Jean-Michel Bériat / F. & R. Bolland - P. Jaymes
12. Love is all
Julie Pietri - Christophe Jenac / Vincent-Marie Bouvot
13. Ève lève-toi
Julie Pietri - Jean-Michel Bériat / Vincent-Marie Bouvot
14. La vie ne m'apprend rien
Daniel Balavoine
15. Nouvelle vie
Jean-Michel Bériat / Vincent-Marie Bouvot

## Vidéo
En 1988, la vidéo des concerts avait été éditée en cassette VHS par CBS. Le DVD collector sorti en 2006 sous le label Anthology's de FGL Productions comprend en bonus une interview-reportage de 26 minutes et les clips vidéos d'Ève lève-toi, Nuit sans issue, Nouvelle vie et Immortelle. En 2007, une édition CD + DVD bonus est commercialisée, le DVD comprenant les titres :
1. Ève lève-toi
2. Magdalena [3]
3. Et c'est comme si [5]
4. Amoureux fous
5. La vie ne m'apprend rien